# PWD Social Club Bamenda
Maillots
Actualités
Le PWD Social FC Bamenda est un club camerounais de football basé à Bamenda, au nord-ouest du pays. Il est parrainé par la société Public Works Department (PWD). Le camerounais David Pagou est l'entraîneur depuis septembre 2019.

## Historique
Créé en 1962, le club est l'un des plus anciens du pays. Son premier fait d'armes est une finale de Coupe du Cameroun, jouée et perdue en 1967 face au Canon Yaoundé. Il réitère cette performance douze ans plus tard, avec une nouvelle fois la défaite, face au Dynamo Douala.
En championnat, le club n'a jamais réussi de performance significative. Le PWD Social FC Bamenda a disputé de nombreuses saisons au sein du championnat de première division, avec parfois des passages en Elite 2. Le point d'orgue en championnat a eu lieu en 2003, avec une place de troisième alors que le club est promu de deuxième division. La formation de Bamenda quitte l'élite à l'issue de la saison 2005 et a disputé les championnats régionaux jusqu'en 2016.
En 2016, le club a retrouvé l'élite 2, une saison durant laquelle le club devait être relégué aux régionaux, mais fut sauvé par un ordre de la ligue.
PWD Social FC Bamenda a joué la saison 2017/2018 en MTN Elite 2, avec plus d'enthousiasme, le club sort deuxième derrière la Avion Academy FC du Nkam et devant le Tonnerre Yaoundé. Cette position pousse PWD Social FC Bamenda à jouer en MTN Elite One (Première Division Camerounaise) durant ma saison 2018/2019.
Au niveau continental, le club n'a fait qu'une seule campagne, lors de la Coupe de la confédération 2004, à la suite de sa troisième place en championnat à l'issue de la saison 2003. Exempt lors du tour préliminaire, PWD Social FC Bamenda élimine au premier tour le TP Mazembe de République démocratique du Congo. En huitièmes de finale, l'aventure s'arrête face aux Sénégalais de l'AS Douanes (2-2, 0-3).
Le PWD Social FC Bamenda est sacré champion du Cameroun pour la première fois lors de la saison 2019-2020.

## Palmarès
- Championnat du Cameroun :
  - Champion : 2020

- Coupe du Cameroun :
  - Vainqueur : 2021 (finale disputée en mars 2022)
  - Finaliste : 1967, 1979 et 2023

- Championnat du Cameroun de football de deuxième division : 
  - Champion : 2002

## Grands noms
- Pius N'Diefi (juniors)
- Bertin Tomou
- Matthew Mbuta
- Augustine Simo